# Cyperus impubes
Cyperus impubes är en halvgräsart som beskrevs av Ernst Gottlieb von Steudel. Cyperus impubes ingår i släktet papyrusar, och familjen halvgräs.

## Underarter
Arten delas in i följande underarter:
- C. i. fallax
- C. i. impubes
- C. i. viguieri